# Zelotes nilgirinus
Zelotes nilgirinus är en spindelart som beskrevs av Eduard Reimoser 1934. Zelotes nilgirinus ingår i släktet Zelotes och familjen plattbuksspindlar. Inga underarter finns listade i Catalogue of Life.